# Comyn
Ne doit pas être confondu avec Famille Comyn.
Les Comyn sont des personnages du Cycle de Ténébreuse de Marion Zimmer Bradley. Ce sont les sept familles douées de  laran , les descendants d'unions entre les  chieri  et les hommes. Les Comyn ont appris à utiliser leur matrices ou pierre-étoile pour aider à focaliser et à renforcer leurs  laran, dupliquant et dans certains cas dépassants la technologie basée sur la science. 
Chaque famille Comyn contrôle un pouvoir spécial de  laran, mais des mariages mixtes et des problèmes féodaux ont entrainé une dispersions des laran. 
Les sept familles sont:

## Hastur di Hastur
Don de la matrice vivante, quelques natifs de cette famille sont aptes à atteindre un grand pouvoir de  laran  sans avoir besoin d'une pierre-étoile matérielle.

## Hastur di Elhalyn
Don de la prévoyance, quelques natifs de cette famille ont la capacité de voir tous les possible futur dérivant de chaque décision prise ou de chaque choix présenté. Ce cadeau est vu comme une malédiction car la prévision montre aussi bien les résultats macabres que positifs.

## Alton
Don du rapport forcé, quelques natifs de cette famille ont la capacité de pénétrer dans l'esprit d'autrui sans son consentement et d'établir un rapport télépathique entre eux qui peut être douloureux. Ce don suscite beaucoup de méfiance des autres familles envers les Alton, en particulier à propos certains qui seraient capable de tuer avec l'esprit.

## Ardais
Don du  laran  catalyste, qui permet de réveiller le  laran  chez des télépathes latants.

## Aillard
Don mystérieux perdu dans le temps. 
C'est le seul domaine gouverné par une femme et qui se transmet de femme en femme.
C'est probablement ce don qui rend les Aillard les plus aptes à être des  Gardiens  : une grande partie des plus puissantes  Gardiennes  étaient Aillard.

## Aldaran
Don de la vraie vue, quelques natifs de cette famille ont la capacité de voir ce qui arrivera.

## Ridenow de Serrais
Don de l'empathie, quelques natifs de cette famille ont la capacité de capter les intelligences hostiles.